# Osmanlı, Havsa
Osmanlı là một xã thuộc huyện Havsa, tỉnh Edirne, Thổ Nhĩ Kỳ. Dân số thời điểm năm 2011 là 1.181 người.